# Tim Nees
Tim Nees (Darmstadt, 30 ottobre 1971) è un ex cestista e allenatore di pallacanestro tedesco.

## Carriera
Con la Germania ha disputato due edizioni dei Campionati europei (1997, 1999).

## Palmarès

### Giocatore
- Campionato francese: 1

ASVEL: 2001-02
- Coppa Italia: 1

Pall. Treviso: 2000